# Скала-Подольский поселковый совет
Скала-Подольский поселковый совет (укр. Скала-Подільська селищна рада) — входит в состав
Борщёвского района
Тернопольской области
Украины.
Административный центр поселкового совета находится в 
пгт Скала-Подольская.

## Населённые пункты совета
- пгт Скала-Подольская